# به پاس نیم قرن فعالیت هنری استاد فرامرز پایور
به پاس نیم‌قرن فعالیت هنری استاد فرامرز پایور نام یک نام آلبوم موسیقی سنتی ایرانی اثر فرامرز پایور است که نخستین بار در سال ۱۳۸۳ به همت ارفع اطرایی، توسط مؤسسه فرهنگی هنری ماهور منتشر شد.

## شرح اثر

### فهرست آهنگ‌ها
- سی دی اول:

1. قسمتی اول قطعهٔ پوپک (تنبک محمد اسماعیلی)
2. آواز افشاری (تنبک حسین تهرانی)
3. تمرین دشتی (ساخته و اجرای ابوالحسن صبا، دونوازی ویولون و سنتور)
4. سه‌گاه (آواز ادیب خوانساری)
5. ابوعطا، حجاز (تنبک محمد اسماعیلی)
6. سه‌گاه (آواز ادیب خوانساری، آواز ادیب خوانساری
7. شور (فرامرز پایور، علی اکبر شهنازی و حسین تهرانی)
8. سه‌گاه (آواز محمود کریمی)

- سی دی دوم:

1. برنامه‌ای در سه گاه (قسمی از آن با گروه سازهای ملی اجرا شده‌است، کمانچه نوازی رحمت‌الله بدیعی و تنبک محمد اسماعیلی)
2. تصنیف ملکا (آواز محمدرضا شجریان)
3. چهارمضراب چهارگاه (چپ کوک)
4. قطعه راز و نیاز (شور)
5. تصنیف آهوی وحشی (آواز عبدالوهاب شهیدی)
6. تک نوازی در گوشه‌های خاوران و خسروانی (ماهور)
7. تصنیف پیغام (آواز شهرام ناظری، کمانچه نوازی علی اصغر بهاری، تار هوشنگ ظریف و تنبک محمد اسماعیلی)
8. پیش‌درآمد حبیب سماعی (چهارگاه)
9. رِنگ همایون